# Ecsenius axelrodi
Ecsenius axelrodi, морська собачка Аксельрода, собачка-ексен Аксельрода — один з видів риб роду Ecsenius родини Собачкові. Зустрічається на мілководді коралових рифів в Західній центральній частині Тихого океану. Названий на честь американського іхтіолога Герберта Аксельрода.

## Опис

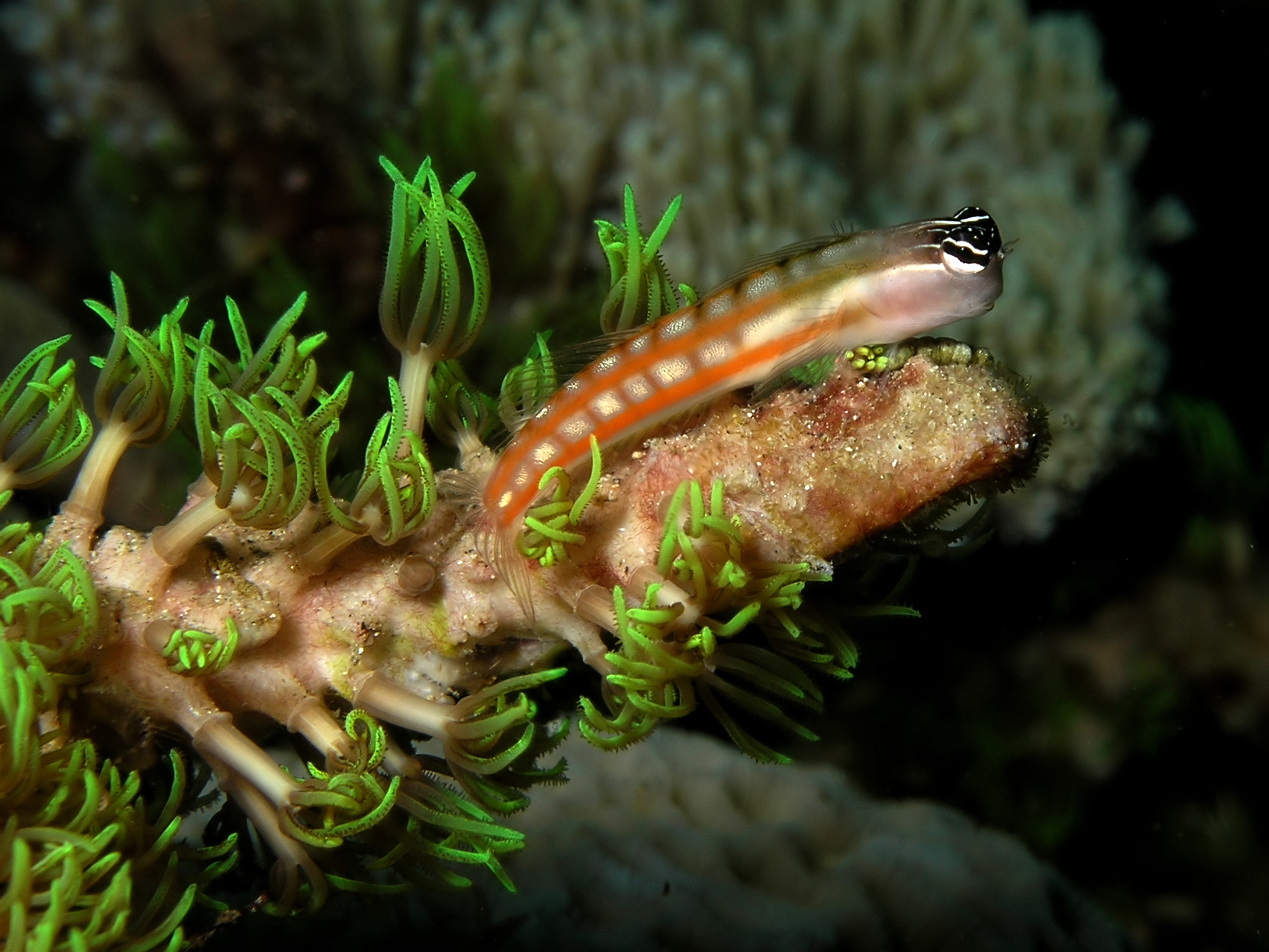
Ecsenius axelrodi зі Східного Тимору

Невелика рибка, що виростає у довжину до 5,8 сантиметрів. Спинний плавець має 12 шипів і від 12 до 14 м'яких променів, глибоко надрізаний між двома частинами плавця. Анальний плавець має 2 шипи і від 14 до 16 м'яких променів. Рибки мінливого забарвлення, як правило, мають широкі помаранчеві смуги, що йдуть уздовж тіла, і поперечні чорні смуги на задній половині тіла. Зрідка наявні чорні поздовжні смуги. Очі опуклі, знаходяться на чорній смузі. Відрізняється від близьких видів за похило-пологою, довгастою чорною плямою, трохи вище основи грудного плавця, а також чотирма чи п'ятьма круглими чорними плямами вздовж основи спинного плавця.

## Поширення та місця проживання
Ecsenius axelrodi поширений на заході центральної частини Тихого океану. Зустрічається поблизу островів Адміралтейства, Нової Гвінеї та Соломонових островів.
Мешкає у коралових рифах, на зовнішніх гребенях і схилах рифу, на глибинах до 15 м.. Дорослі особини і молодь трапляються лише у зоні припливу з живими кораловими поліпами.

## Біологія
Шлюбна поведінка і ранні стадії розвитку Ecsenius axelrodi вивчені недостатньо. Самки відкладають яйця, є планктонні личинки, але найменша особина, яку можна було надійно ідентифікувати, як представника цього виду, була завдовжки 1 сантиметр і виглядала, як доросла рибка у мініатюрі.

## Додаткова література
- Fenner, Robert M.: The Conscientious Marine Aquarist. Neptune City, Нью-Джерсі, Сполучені Штати Америки: T.F.H. Publications, 2001.
- Helfman, G., B. Collette y D. Facey: The diversity of fishes. Blackwell Science, Malden, Massachusetts, Сполучені Штати Америки, 1997.
- Hoese, D.F. 1986:. A M.M. Smith y P.C. Heemstra (eds.) Smiths' sea fishes. Springer-Verlag, Берлін, Алеманія.
- Moyle, P. y J. Cech.: Fishes: An Introduction to Ichthyology, 4a. edición, Upper Saddle River, Нью-Джерсі, Сполучені Штати Америки: Prentice-Hall. Año 2000.
- Nelson, J.: Fishes of the World, 3a. edición. Нью-Йорк, Сполучені Штати Америки: John Wiley and Sons. Año 1994.
- Wheeler, A.: The World Encyclopedia of Fishes, 2a. edición, Лондон: Macdonald. Año 1985.